# Harpersville, Alabama
Harpersville là một thị trấn thuộc quận Shelby, tiểu bang Alabama, Hoa Kỳ. Dân số năm 2009 là 1834 người, mật độ đạt 34 người/km².